# フランスの観光

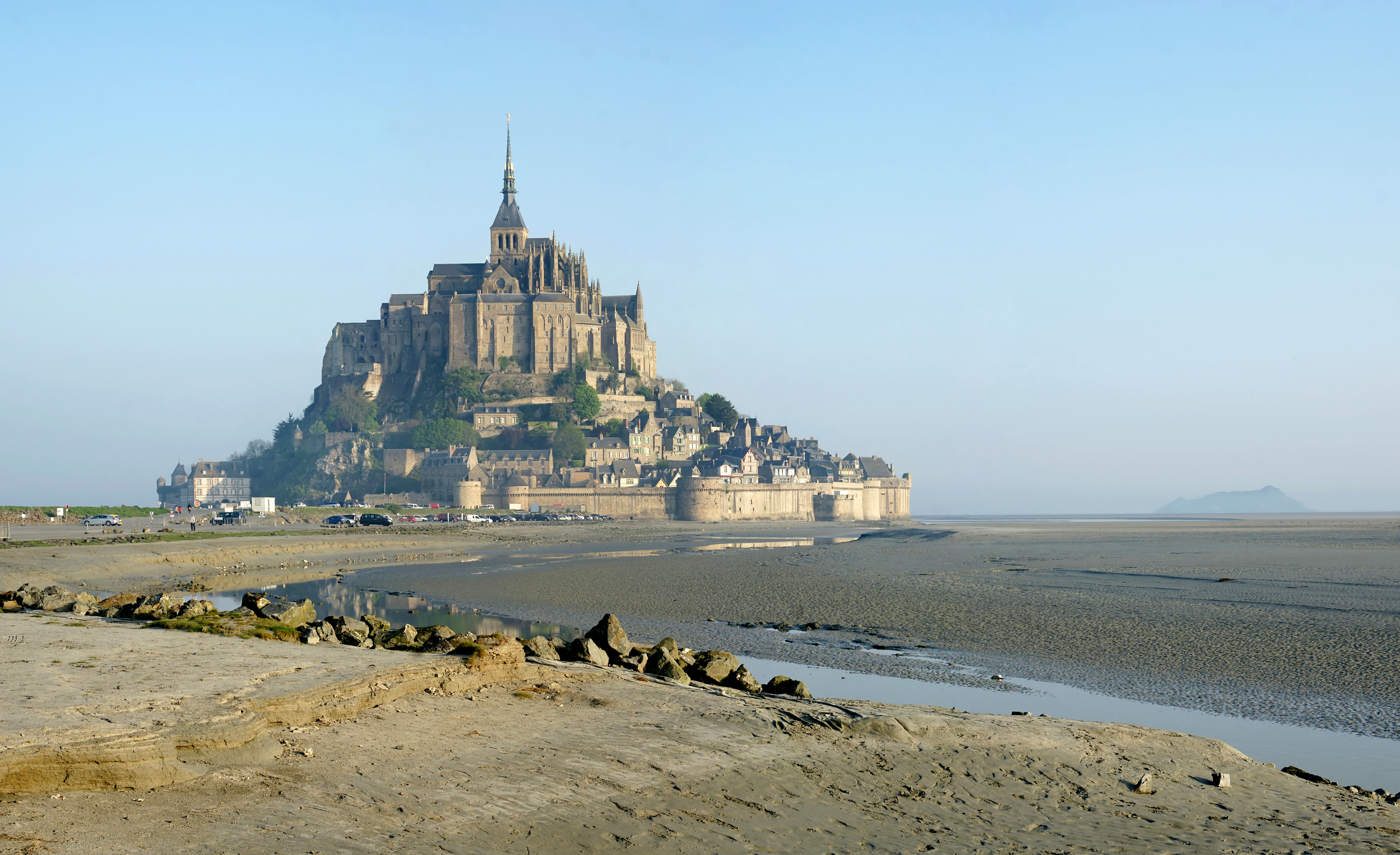
モン・サン＝ミシェル

フランスには2013年に8470万人の外国人観光客が訪れ、世界一、外国人観光客が多い国となっている。滞在日数が短いため、観光収入では世界第3位である。
フランスは37箇所の世界遺産が登録されており、文化的に魅力のある都市を有し（パリを筆頭に、トゥールーズ、ストラスブール、リヨンその他）、ビーチや海のリゾート、スキーリゾート、美しさと静けさを楽しめる地方部（エコツーリズム）などがある。
小さく美しい価値あるフランスの村々は、フランスの最も美しい村（仏：Les plus beaux villages de France）協会を通じて宣伝されている。また、優れた庭園（仏：Jardins remarquables リマーカブル・ガーデンズ）は、フランス文化省による200以上の庭園のリストであり、優れた庭園や公園を保護し宣伝することを目指している。
2012年、観光はフランスのGDPに777億ユーロもの貢献をし、このうちの30％が外国からの訪問者、70％が国内での観光支出であった。観光はGDPの9.7％を占め、290万人（全体の10.9％）の雇用を支え、国際収支統計に大きく貢献している。

## 統計
| 順位 | 国名           | 観光客数(人) |
| ---- | -------------- | ------------ |
| 1    | ドイツ         | 12,800,000   |
| 2    | イギリス       | 11,800,000   |
| 3    | ベルギー       | 09,300,000   |
| 4    | イタリア       | 07,500,000   |
| 5    | スイス         | 06,200,000   |
| 6    | スペイン       | 06,100,000   |
| 7    | オランダ       | 05,500,000   |
| 8    | アメリカ       | 03,200,000   |
| 9    | 中国           | 01,700,000   |
| 10   | ルクセンブルク | 01,400,000   |

## 組織
国務長官の庇護のもと、国、領事機関、地方自治体など多数の組織で数十年にわたり運営されている。多数の見本市や国内会議によって、関係者は出会うことができる。観光観測所(Observatoire National du Tourisme,ONT)は市町村から全国規模までの統計を提供し、フランス観光技術者・科学者連盟の社会学者や科学者によって使用されている。特に、農村観光、海辺観光、文化観光、科学観光など、およびより持続可能な観光のために、「Qualité Tourisme (観光品質、カリテ・ツーリズム)」マークを使用して資格と認証の取り組みが行われている。
観光振興と観光事務所の設立は、NOTRe法により2017年以降、自治体（コミューンやアグロメレーションの共同体、都市圏、メトロポリス）の権限となっている。しかし、「stations classées de tourisme (観光指定地域)」や「marque territoriale protégée (保護地域ブランド)」を持つエリアは、地方自治体の観光案内所を残す場合もある。

### フランスの観光を担当する国家、民間、団体組織
- Conseil national du tourisme (全国観光評議会) : 観光大臣の諮問機関である[1]。
- Pôle Implantation Tourisme : フランス全土の公的・半公的機関である。経済・観光開発機関、地方自治体観光局が出資しており、観光事業の立ち上げや事業承継を支援し、現地で歓迎することが目的である[2]。
- Atout France (フランス観光開発機構): フランスを国内外にプロモーションする経済利益団体。2010年8月に公開されたwww.france.frを管理する[3]。
- L’Agence Nationale pour les Chèques-Vacances (ANCV) : Chèque-Vacances（ホリデーバウチャー）と社会貢献プログラムを管理する公的な代理店である[4]。
- La fédération nationale des offices de tourisme et syndicats d'initiative (FNOTSI): 全国観光局・観光案内所連合会。フランス観光局（Office de tourisme de France：OTF）として、全国の観光局ネットワークを束ねている[5]。
- Concours des villes et villages fleuris (VVF) : 町や村に花を植えることを奨励するコンクールである[6]。